# Ernst Hampel (político)
Ernst Hampel (Bodenstadt, Áustria-Hungria, 18 de agosto de 1885 - Oberfellabrunn, Baixa Áustria, 23 de janeiro de 1964) foi um professor e político austríaco. Hampel foi membro do Nationalrat de 10 de novembro de 1920 a 2 de maio de 1934, pelo Partido Popular da Grande Alemanha. Na década de 1930, ele juntou-se às fileiras da Sturmabteilung do Partido Nacional-Socialista.